# Nutley
Nutley is een plaats (census-designated place) in de Amerikaanse staat New Jersey, en valt bestuurlijk gezien onder Essex County.

## Demografie
Bij de volkstelling in 2000 werd het aantal inwoners vastgesteld op 27.362. In 2020 werden 30.143 inwoners geteld.

## Geografie
Volgens het United States Census Bureau beslaat de plaats een oppervlakte van
8,9 km², waarvan 8,7 km² land en 0,2 km² water.

## Plaatsen in de nabije omgeving
De onderstaande figuur toont nabijgelegen plaatsen in een straal van 4 km rond Nutley.

## Geboren in Nutley
- Robert Blake (1933-2023), acteur